# Platypalpus macropygus
Platypalpus macropygus är en tvåvingeart som beskrevs av Frey 1943. Platypalpus macropygus ingår i släktet Platypalpus och familjen puckeldansflugor. Inga underarter finns listade i Catalogue of Life.